# Z Communications
Z Communications est un groupe de presse alternatif américain fondé en 1986 par Michael Albert et Lydia Sargent.
Il regroupe le magazine Z Magazine, le site communautaire Z Net, Z Media Institute et Z Video.